# Guardia di Rocca Nucleo Uniformato
La Guardia di Rocca Nucleo Uniformato è un corpo militare sammarinense con funzioni di polizia.

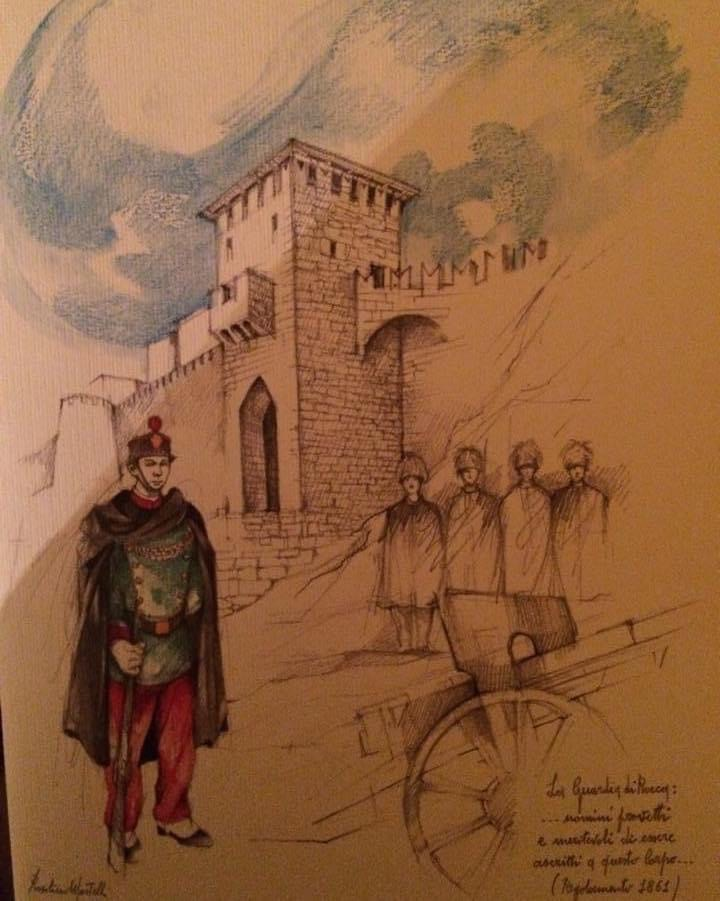
Una cartolina che raffigura l'acquerello del 1861

## Storia
Il 26 maggio 1754 fu istituito il corpo militare della Guardia di Rocca, il cui ruolo era di controllo confini e sorveglianza nel carcere di San Marino che fino al 1969 era nella Prima Torre (Rocca).
A comandare era una guardia castellana della Rocca, che aveva anche il potere di nominare un ufficiale subalterno con una squadra di 12 militi con il titolo di Squadra di Soccorso.
Il 12 settembre 1755 le squadre divennero due con dodici militi ognuna, e il loro ruolo d'iscrizione degli effettivi era della Milizia di Rocca o di Soccorso.
Nel 1762 fu affidato al corpo anche il servizio di guardia d'onore e di sicurezza al Palazzo Pubblico.

## Struttura del Corpo
La Guardia di Rocca è istituita per fare osservare le leggi, i decreti e i regolamenti della Repubblica, per assicurare la vigilanza ai confini di Stato, al Palazzo Pubblico, alle sedi dei vari Dicasteri ed ovunque venga richiesto dalle Pubbliche Autorità.
La Guardia di Rocca concorre alla prevenzione ed alla repressione dei reati, alla tutela dell'ordine pubblico, della sicurezza pubblica, delle disposizioni doganali, delle leggi valutarie e finanziarie e presta soccorso in caso di calamità e infortuni.
Gli appartenenti al Nucleo sono militari a tutti gli effetti e svolgono le funzioni di polizia giudiziaria.
Il Nucleo Uniformato della Guardia di Rocca è suddiviso in Sezioni: Comando Centrale, Sezione di Confine (Operativa), Sezione di Polizia Giudiziaria, Sezione Visto Merci e Sezione di Vigilanza e Rappresentanza.
- Il Comando Centrale è l'unità mediante la quale si coordinano e si controllano le attività del Corpo secondo gli indirizzi e le disposizioni del Comandante del Corpo.
- Sezione di Confine è l'unità operativa del Corpo, ad essa fanno capo le pattuglie di Pronto Intervento, le quali svolgono ordinariamente servizi di contrasto al trasporto transfrontaliero di denaro contante e strumenti analoghi. Svolgono compiti preventivi e repressivi, prevalentemente nelle fasce di Confine a tutela delle Leggi, Decreti, e Regolamenti dello Stato. Le pattuglie vengono coordinate dalla Centrale Operativa Interforze, di cui la Guardia di Rocca fa parte, rispondendo alle richieste di intervento relative al numero unico di emergenza 112.
- Sezione di Polizia Giudiziaria, svolge attività di investigazione anche in collaborazione con la Sezione Operativa, per delega o d'iniziativa, per la prevenzione e repressione dei reati in genere.
- Sezione di Vigilanza e Rappresentanza, si occupa dei servizi svolti all'interno delle Sedi Istituzionali, quali il Palazzo Pubblico dove, ai sensi dell'art.13 della Legge 13 novembre 1987 nr.132, comprende anche il servizio d'onore (servizio di sentinella e cambio della guardia). I militari della Guardia di Rocca sono i responsabili della sicurezza e della sorveglianza delle principali sedi istituzionali della Repubblica.
- Sezione Visto Merci, si occupa dei servizi doganali tra i quali la verifica delle merci in entrata.

Il corpo svolge anche servizi di ordine pubblico tramite la squadra antisommossa denominata SPS (Squadra di Pubblica Sicurezza).

## Uniforme
1. Uniforme operativa: per i servizi di pronto intervento, e di ordine pubblico, la tenuta è di colore blu notte in tessuto tecnico anti strappo, con anfibi alti di colore nero e basco di colore blu notte. Tutti gli stemmi e fregi sono in stoffa con il retro in velcro per motivi di sicurezza. L'equipaggiamento personale dei militari, così come l'armamento, è posizionato in parte sul cinturone, il restante sul tattico.
2. Uniforme d'ordinanza: per gli Ufficiali e per la sorveglianza alle sedi istituzionali, l'uniforme è una normale divisa giacca e cravatta, nei rispettivi colori storici verde e rosso, corredata di cinturone e spallaccio, con fibbia ottonata.
3. Uniforme per il cambio della guardia: è costituita da una giacca verde a doppio petto, pantaloni rossi con banda verde, chepì nero composto da: nappina rossa, fregio in ottone, cordellino rosso e bianco, ghette bianche per coprire la parte superiore delle scarpe, guanti bianchi, e cinturone in cuoio nero con fibbia in ottone con lo stemma del Comando Superiore delle Milizie. I Militi della Guardia di Rocca che prestano servizio di guardia si contraddistinguono per l'uso di una ottocentesca carabina, di derivazione inglese, corredata da una lunga baionetta. Saltuariamente e per i picchetti di rappresentanza, sono armati con il Fal (Beretta BM 59) calibro 7.62 NATO.
4. Alta uniforme: è la stessa usata per il cambio della guardia con l'aggiunta di spalline metalliche dorate ed, al posto del chepì, un elmo bavarese in cuoio con rifiniture ottonate, con sottogola lavorato a scaglie, con piume di struzzo bianche e rosse.

## Equipaggiamento e Veicoli

### Armamento
I militari della Guardia di Rocca hanno in dotazione individuale un'arma corta Glock 17 di terza generazione (calibro 9 × 19 mm Parabellum), uno spray balistico a gel urticante ed uno sfollagente estensibile in metallo.
Per i servizi di pronto intervento, ogni militare ha in dotazione un taser 7 o X2 e una bodycam Axon 3 collegata in remoto con l'Ufficio di pertinenza. Come arma di reparto il Corpo usa i fucili M4 Nuova jager (calibro 9 × 19 mm Parabellum).
Fanno parte dell'armamento del Corpo anche i fucili Beretta BM 59 e i fucili Benelli M4.

### Veicoli
- Fiat Panda
- Fiat Punto
- Subaru Justy
- Jeep Renegade usata per i servizi di Pronto Intervento;
- Volkswagen T-Roc usata per i servizi di Pronto Intervento;
- Škoda Karoq allestita con cella di sicurezza posteriore, usata per i servizi di Pronto Intervento.

## Gradi

### Descrizione
Ufficiali
- Capitano - Comandante del Corpo
- Tenente
- Sottotenente

Sottufficiali
- Sergente Maggiore Aiutante
- Sergente Maggiore
- Sergente

Graduati e Militi
- Caporale Maggiore
- Guardia
- Allievo Guardia

### Insegne
|                           | Ufficiali | Ufficiali | Ufficiali    | Sottufficiali | Sottufficiali     | Sottufficiali | Graduati e militi | Graduati e militi | Graduati e militi | Graduati e militi |
| ------------------------- | --------- | --------- | ------------ | ------------- | ----------------- | ------------- | ----------------- | ----------------- | ----------------- | ----------------- |
| Nome                      | Capitano  | Tenente   | Sottotenente | Aiutante      | Sergente maggiore | Sergente      | Caporalmaggiore   | Caporale          | Guardia           | Allievo           |
| Insegna da controspallina |           |           |              |               |                   |               |                   |                   |                   |                   |

### Pubblicazioni
- Comandi della Guardia di Rocca Artiglieria e Uniformata, La Compagnia di Artiglieria il Nucleo Uniformato della Guardia di Rocca, AIEP Editore, 2004.
- Ufficio di Segreteria del Comando Superiore delle Milizie, I Corpi Militari della Repubblica di San Marino, 2012.
- Alessandro Gentili, Repubblica di San Marino, uno Stato permanentemente armato, su reportdifesa.it, 11 maggio 2017.

### Atti normativi
- Regolamento del Nucleo Uniformato della Guardia di Rocca - Legge 13 novembre 1987 n.132, modificata con Legge 24 luglio 1992 n.61 e con Legge 5 settembre 1997 n.99.
- Regolamento Organico e di Disciplina dei Corpi Militari - Legge 26 gennaio 1990 n.15, modificata con Legge 19 dicembre 1991 n.157 e con Legge 18 febbraio 1999 n.28.
- Cerimoniale Militare - approvato dal Congresso Militare il 23 giugno 2000 e Delibera del Congresso di Stato n.1 del 22 settembre 2003.